# علفدان
 علفدان روستای کوچکی از توابع بخش شیبکوه شهرستان بندر لنگه در استان هرمزگان واقع در جنوب ایران. 
این روستا در ۱۲ کیلومتری شمال باغوه واقع شده‌است. این روستا (الف دان) نیز نامیده می‌شود. 

## محدوده علفدان
از شمال بوجراش، از جنوب باغوه، از مغرب نخل جمال، و از سمت مشرق به نخل خلفان محدود می‌گردد.

## جمعیت
جمعیت آن در حدود ۵۵ نفر می‌باشند که تماماً از اهل سنت از شاخه شافعی هستند یعنی از پیروان محمد ادریس شافعی هستند و بزبان عربی و  فارسی - (بندری)
تکلم می‌کنند.
دارای سه مسجد، برق، لوله‌کشی آب، آب‌انبار (برکه)، خانه بهداشت و دبستان می‌باشد.

## شغل مردم روستا
شغل مردم این روستا ماهی‌گیری وزراعت است، چاه‌هایش کم عمق و آبش بسیار شیرین است و در زمین‌های آن کشت جو و گندم، خیار، خربزه، هندوانه، پیاز، و غیره از سبزیجات صیفی و شتوی می‌کارند.